# بليندا رايت
بليندا رايت (بالإنجليزية: Belinda Wright)‏ هي لاعبة كرة لينة أسترالية، ولدت في 16 سبتمبر 1980 في سيسنوك في أستراليا.

## وصلات خارجية
- بليندا رايت على موقع أوليمبيديا (الإنجليزية)
- بليندا رايت على موقع اللجنة الأولمبية الأسترالية (الإنجليزية)